# Philippe Cote
Philippe Cote est un cinéaste français né le 7 août 1965 à Caen et mort le 24 novembre 2016 dans le 13e arrondissement de Paris.

## Biographie
« Figure du cinéma expérimental français », influencé notamment par Jean Epstein, Philippe Cote a réalisé une trentaine de films depuis 1998, en super 8 et en 16 mm.
Il a commencé à tourner des films abstraits, parfois peints directement sur la pellicule (Emergence 1, 1999-2003) ; après un crochet par le cinéma corporel, Repli (2005), il se tourne vers un cinéma documentaire contemplatif (L’Angle du monde, 2006) ».
Il a sélectionné des films pour divers festivals, notamment à Caen (Festival 5 jours tout courts), sa ville natale, et aussi pour le festival des cinémas différents et expérimentaux de Paris, y compris l’édition 2016 alors qu’il était très malade. Cofondateur de l’ Etna en 1997, il est demeuré membre actif de l’association. Depuis 2009, il alimentait son site avec toutes les annonces de projections de films expérimentaux ou d’autres qui lui semblaient intéressants dont il avait vent (voir liens externes).

## Filmographie partielle
- 2001 : Dissolutions
- 2002 : L'en dedans
- 2003 : Émergences 1 - Émergences 2
- 2003 : L'Entre-deux
- 2005 : Repli
- 2006 : L'Angle du monde
- 2007 : Des Nuages aux fêlures de la terre
- 2009 : Va, regarde
- 2011 : Le Voyage indien
- 2012 : Jardin d'été
- 2013 : Le Chemin des glaces
- 2013 : Images de l'eau
- 2014 : Andalousie
- 2015 : Timanfaya
- 2015 : Ganesh
- 2015 : Histoire de la nuit